# Франсуаза Дорен
Франсуаза Дорен (23 січня 1928 , XVII округ Парижа, Франція  — 12 січня 2018 , Курбевуа, О-де-Сен, Франція ) — французька акторка, комікеса, прозаїкиня, драматургиня й авторка пісень. Найбільшого успіху досягла в 1970-х, зокрема, написавши пісню N'avoue jamais, виконану на Євробаченні 1965 року. П'єси Франсуази Дорен ставилися на сценах понад 1000 разів; вона написала близько 30 п'єс і понад 25 книг
Дама-командор Почесного легіону, офіцерка Ордену мистецтв і літератури та Національного ордену заслуг.

## Родина
Франсуаза Дорен народилася в 17-му окрузі Парижа 23 січня 1928 року в родині автора пісень Рене Дорена та його дружини Івон Гільбер. У Франсуази був один брат. Її прабабуся була власницею кавового магазину на ринку, який перейшов їй від дідуся по материнській лінії Атанаса Гілберта. Франсуаза здобула освіту в Cours Hattemer.
2 жовтня 1958 року одружилася, а пізніше розлучилася з актором Жаном Пуаре, народивши від нього доньку. Пізніше одружилася з актором і письменником Жаном Піатом. Разом прожили з 1975 по 2018 рік. 
Вранці 12 січня 2018 року Франсуаза Дорен померла в лікарні Курбевуа в О-де-Сен.

## Кар'єра
Франсуаза Дорен дебютувала на сцені в кінотеатрі д'Івето в 1946 році Після чотирьох років навчання у Роже Анена та Мішеля Пікколі, а також трирічної роботи у свого батька в Théâtre des Deux Ânes, коли він познайомив її з класичною літературою, Франсуаза дебютувала в постановці «Aveux les plus doux» у 1957 році в Театрі де Дез-Ан. Наступного року Дорен зробила рецензію на Le Chinois в Théâtre La Bruyère. Вона написала пісню N'avouu jamais, яку виконав Гай Мардел, що був представником Франції на Євробаченні 1965 року.
Франсуаза Дорен написала свою першу п'єсу Comme au théâtre у 1967 році під псевдонімом, а через рік розпочала писати La Invoice, а також представила телевізійну програму «Паризький клуб», яка транслювалася в 1969 році.
У 1970-х роках вона написала Un sale égoïste, Les Bonshommes того ж року, Vos gueules les mouettes у 1971 році, l'Age en question у 1972 році, мюзикл Monsieur Pompadour у тому ж році, Le Tournant у 1973 році, комедія на дві дії Le Tube у 1975 році, l'Autre Valse у 1976 році, Si t'es beau, t'es con у 1976 році та Le Tout pour le tout у 1978 році Це зробило Франсуазу Дорен одним із найпопулярніших авторів у Франції 1970-х років. Це період був найуспішнішим у її творчості. У 1980 році вона написала Les Lits à une place, який розійшовся накладом понад мільйон примірників та l'Intoxe, який щовечора розкуповувався в Парижі. Дорен стала автором Les Miroirs truqués у 1982 році, п'єси в трьох актах «Етикет» у 1983 році, Les Jupes-culottes у 1984 році, «Картонної валізи» - у 1986 році, L es Cahiers Tango у 1987 році, «Ворони та лисиці» у 1988 році і стала автором діалогів у фільмі A deux minute près у 1989 році.
Протягом наступного десятиліття Франсуаза написала сценарії Nini patte-en-l'air у 1990 році, Et s'il n'en restait qu'une і Que c'est triste Venise, N'avoue jamais, Faisons l'humour ensemble, Et s'il n'en restait qu'une, обидва в 1992 році, Pique et cœur і Retour en Touraine кожен у 1993 році, La Mouflette в 1994 році, водевіль Monsieur de Saint-Futile через два роки, Les Vendanges tardives та антологію Les Plus belles scènes d'amour у 1997 році та Courte paille у 1999 році У 2000-х роках Дорен написала сценарії Julottes і Soins у 2001 році, La Rêve-party у 2002 році, Tout est toujours possible у 2004 році, Et puis après… у 2005 році, le Cœur à deux places у 2006 році Forward all! у 2007 році, Quand les mouettes nous volent dans les plumes з Жаном Піа у 2008 році та Les Lettres que je n'ai pas envoyées у 2009 році. Потім вона написала «Скільки тобі років?» у 2010 році та Ensemble et séparément чотири роки потому.
Франсуаза Дорен вийшла на пенсію за кілька років до смерті. Вона написала пісні для Шарля Азнавура, Мішеля Леграна, від Режина до Клода Франсуа, від Даліди до Мірей Матьє, Жульєт Греко, Ліне Рено, Паташу та Селін Діон. Дорен була однією з перших жінок, які увійшли до ради директорів Société des Auteurs et Compositeurs Dramatiques.

## Оцінка діяльності
П'єси Франсуази Дорен ставилися на сценах понад 1000 разів; вона написала близько 30 п'єс і понад 25 книг. Журналіст Домінік Лабар'єр описав Дорен як «дорогоцінний спосіб самовираження» на телебаченні.
Армель Еліо з Ле фігаро писала про Франсуазу Дорен, що вона «хоче, щоб ми сміялися до сліз» і зберігала своє відчуття кабаре", навіть якщо «вона безсоромно стверджує основні істини, навіть якщо вона готує свої книги, як скрупульозний кухар, навіть якщо вона не так боїться надмірностей, навіть якщо вона зізнається, що хоче догодити, ми припускаємо, що окрім красивих історій, які вона розповідає — і які вона іноді повторює у своїх комедіях — щось на кшталт нудної меланхолії». Еліо також зазначив, що Дорен «може перейти від дуже радісного тону до похмурого настрою».

## Нагороди та спадщина
- Франсуаза Дорен виграла «Trophée Dussane» у 1973 році[17] і була нагороджена Гран-прі Театрального товариства авторів і драматичних композиторів за п'єсу «Етикет» у 1984 році, нагороду, у співавторстві з Семюелем Бекеттом.[15]
- Отримала звання Командора Ордена Почесного легіону в 2008 році[11]
- Призначена офіцером Ордену мистецтв і літератури в 2000 році
- Призначена Великим офіцером національного ордена за заслуги у 2012 році[13].
- У лютому 2018 року Рада Парижа одноголосно проголосувала за перейменування вулиці в районі ZAC Clichy-Batignolles, що знаходиться в 17-му окрузі міста, на її честь, намагаючись створити кращий гендерний паритет, назвавши деякі вулиці міста на честь жінок.[21][22]